# نهاد الموسى
نهاد ياسين محمود الموسى (1942-2022)، نحويّ، ولسانيّ، وتربويّ، وإداريّ، وأكاديميّ. وُلد في 9 مايو 1942 ببلدة العباسية بمدينة يافا الفلسطينية. وتوفي في 1 تموز (يوليو) 2022 في مدينة عمّان. يُلقب بـ«شيخ النُحاة العرب المعاصرين».

## حياته العلمية
أنهى الثانوية العامة في الكليّة الإبراهيمية بالقدس سنة 1959، وحصل على شهادة البكالوريوس في اللغة العربية وآدابها من جامعة دمشق سنة 1963، ثم حصل من جامعة القاهرة على شهادتَي الماجستير والدكتوراه سنتَي 1966 و1969 تباعاً.

## حياته العملية[3][5]
ارتبطت سيرته بـالجامعة الأردنية طوال خمسة وأربعين عاماً، شغل في أثنائها رتبة الأستاذية.
حيث عمل في التّدريس بالجامعة الأردنية منذ سنة 1969، وشغل فيها مناصب منها: رئيس قسم الدراسات العليا للعلوم الإنسانية والاجتماعية (1990)، ورئيس قسم اللغة العربية وآدابها (1991/1992 و2007/2008)، ونائب عميد كلية الآداب (1994)، وعميد كلية الآداب (2010).
كما عمل مدرّساً في جامعة الملك سعود (1982)، وجامعة الكويت (1988)، وجامعة الإمارات (1993)، وجامعة البنات الأردنية («البترا» في ما بعد) (1998)، وعمل في جامعة العلوم الإسلامية العالمية.
وعمل مستشاراً لمنظمة «اليونسكو» لتعليم العربية في الصين (1983)، ورئيساً للجنة خبراء اللغة العربية في مؤتمر التطوير التربوي في الأردن (1987)، وخبيراً في اللغة العربية لدى مؤسسة التطبيقات التكنولوجية بـواشنطن (1994/1995، و2000).
شغل عضوية هيئة التحرير في: مجلة «أبحاث اليرموك» التي تُصدرها جامعة اليرموك (1982-1986)، والمجلة الأردنية للّغة العربية وآدابها (2004-2010).
واختير عضواً في لجنة التحكيم لكلٍّ من جائزة عبد الحميد شومان (2002)، وجائزة الملك فيصل العالمية (2002، 2007).
كما كان عضواً في مجلس الأمناء لكلٍّ من كلية العلوم التربوية التابعة لوكالة غوث وتشغيل اللاجئين الفلسطينيين (الأونروا) سنة 2000، ومركز الملك عبد الله بن عبد العزيز الدولي لخدمة اللغة العربية بـالرياض (2011).
وهو عضو في رابطة الكتّاب الأردنيين.

## أعماله[5]
- «في تاريخ العربية»، دراسة، (د.ن)، عمّان، 1976.
- «في تاريخ العربية.. أبحاث في الصورة التاريخية للنحو العربي»، دراسة، المؤسسة الصحفية الأردنية (الرأي)، عمّان، 1976.
- «نظرية في النحو العربي»، دراسة، المؤسسة العربية للدراسات والنشر، بيروت، 1980.
- «مقدمة في تعليم اللغة العربية»، دراسة، دار العلوم، الرياض، 1984.
- «النحت في اللغة العربية»، دراسة، دار العلوم، الرياض، 1984.
- «أبو عبيدة معمر بن المثنى»، دراسة، دار العلوم، الرياض، 1984.
- «قضية التحول إلى الفصحى»، دراسة، دار الفكر، عمّان، 1987.
- «علم الصرف»، جامعة القدس المفتوحة، عمّان، 1996.
- «العربية.. نحو توصيف جديد في ضوء اللسانيات الحاسوبيّة»، دراسة، المؤسسة العربية للدراسات والنشر، بيروت، 2000.
- «الثنائيّات في قضايا اللغة العربيّة في العصر الحديث، من عصر النّهضة إلى عصر العولمة»، دراسة، دار الشروق، عمّان، 2003.
- «العربية في مرآة الآخر»، دراسة، المؤسسة العربية للدراسات والنشر، بيروت، 2005.
- «العربية: قيم الثبوت وقوى التحول»، دراسة، دار الشروق، عمّان، 2007.